# شركة المروحيات الروسية
شركة جي إس سي للمروحيات الروسية (بالروسية: Вертолёты России)‏ هي شركة تصميم وتصنيع طائرات الهليكوبتر ومقرها في موسكو ، روسيا . وتقوم الشركة بتصميم وتصنيع طائرات الهليكوبتر المدنية والعسكرية. المساهم الرئيسي للشركة هو روستيخ . إنها الشركة الرابعة والعشرون من حيث أكبر مقاولي الدفاع في العالم وفقًا لعام 2012 (أفضل عام لها في القرن الحادي والعشرين) من حيث إيرادات الدفاع، وثاني أكبر شركة مقرها في روسيا (بعد ألماز-أنتي ).

## منتجات

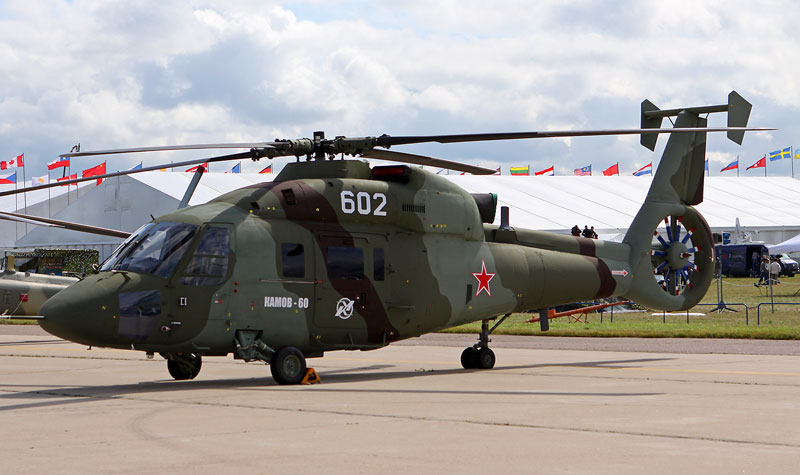
كاموف كا-60

تشمل منتجات شركة المروحيات الروسية ما يلي:
- كاموف كا-27
- كاموف كا-31
- كاموف كا-52
- كاموف كا-60/62
- كاموف كا-226
- كازان أنسات
- ميل مي-8
- ميل مي-17
- ميل مي-24
- ميل مي-26
- ميل مي-28
- ميل مي-34
- ميل مي-38
- ميل مي-54
- في آر تي 300
- في آر تي 500

مروحية الجيل الخامس حاليا[متى؟] تحت التطوير.

## الهيكل التنظيمي
الكيانات التالية هي جزء من الشركة:
المصممين
- [[{{{1}}}|{{{1}}}]] [[:en:{{{1}}}|[الإنجليزية]]]
  - مصنع طائرات الهليكوبتر ميل موسكو
  - مكتب كاموف للتصميم
- [[{{{1}}}|{{{1}}}]] [[:en:{{{1}}}|[الإنجليزية]]]

الشركات المصنعة
- مصنع أولان أودي للطيران
- مروحيات كازان
- روستفيرتول
- [[{{{1}}}|{{{1}}}]] [[:en:{{{1}}}|[الإنجليزية]]]
- [[{{{1}}}|{{{1}}}]] [[:en:{{{1}}}|[الإنجليزية]]]

عناصر
- المخفض-PM
- مصنع إنتاج آلة ستوبينو

الإستثمارات المشتركة
- HeliVert